# Coțușca (gmina)
Coțușca – gmina w Rumunii, w okręgu Botoszany. Obejmuje miejscowości Avram Iancu, Cotu Miculinți, Coțușca, Crasnaleuca, Ghireni, Mihail Kogălniceanu, Nichiteni, Nicolae Bălcescu i Puțureni. W 2011 roku liczyła 4627 mieszkańców.